# Nikos Nikolaidis
Nikos Georgiou Nikolaidis (Grieks: Νίκος Γεωργίου Νικολαΐδης) (Athene, 25 oktober 1939 - aldaar, 5 september 2007) was een Grieks regisseur en schrijver.

## Leven en werk
Nikolaidis studeerde decorontwerp aan de Stravakos-school en aan de Vakalo universiteit. Hij leefde en werkte in Athene.
De buiten Griekenland minder bekende regisseur maakte onder meer cult- en trashfilms. Nikolaidis filmde veel van zijn werk in zwart-wit.
Hij debuteerde in 1975 met zijn bioscoopfilm Evrydiki B.A. 2037. In 1990 creëerde hij zijn magnum opus "Singapore Sling", een bizarre mengeling van noir, horror met seks als machtspel. Zijn laatste film "The Zero Years" uit 2005 is net als "Singapore Sling" een verhaal van perversie en seksuele dominantie. Met deze film kon hij echter het succes van "Singapore Sling" niet evenaren.
Op 5 september 2007 stierf Nikos Nikolaidis te Athene ten gevolge van longoedeem. 

## Prijzen op hetThessalonikiFestival
- 1979 beste regisseur
- 1990 beste debuut directeur
- 2002 beste regisseur

## Filmografie
- The Zero Years (2005)
- The Loser Take All (2003)
- See You In Hell, My Darling (1999)
- Girl with the suitcases (1993, tv-film)
- Singapore Sling (1990)
- Morning Patrol (1987)
- Ta Kourelia Trag Oudane Akoma (1979)
- Sweet Bunch (1978)
- Evrydiki B.A. 2037 (1975)
- Anev Oron (1964)
- La crimae Rerum (1962, kortfilm)

## Boeken
- Pigs on the Wind (1992, novelle)
- The Angry Balkan (1974, novelle)
- The Grave Diggers (1964, kortverhalen)